# Social smitta
Social smitta är enligt Nationalencyklopedin en känslomässig påverkan inom en grupp, så att de attityder och värderingar som några har smittar av sig på andra personer utan att dessa närmare reflekterar över varför de byter uppfattning och inställning. Social smitta innebär att beteenden, känslor eller tillstånd sprids spontant genom en grupp eller ett nätverk. Fenomenet har diskuterats av samhällsvetare sedan slutet av 1800-talet. Mycket forskning inom ämnet byggde på oklara eller till och med motsägelsefulla föreställningar om vad social smitta är, varpå exakta definitioner varierar. Vissa forskare inkluderar den oplanerade spridningen av idéer genom en befolkning som social smitta, även om andra föredrar att klassa det som memetik. I allmänhet förstås social smitta som skild från det kollektiva beteende som är ett resultat av ett direkt försök att utöva socialt inflytande.
Social smitta kan förstås som beteendesmitta eller emotionell smitta. Forskning om social smitta har intensifierats under 2000-talet. Den senaste forskningen involverar akademiker från socialpsykologi, sociologi och nätverksvetenskap som undersöker sociala nätverk online. Studier under 1900-talet fokuserade vanligtvis på negativa effekter som våldsamt beteende av en mobb, medan de från 2000-talet, även om de ibland studerar skadliga effekter, ofta har fokuserat på relativt neutral smitta som påverkan på shoppingval, och till och med på positiva effekter som exempelvis tendensen för människor att vidta åtgärder mot klimatförändringarna när ett tillräckligt antal av grannarna gör det.

## Historia
Metaforisk användning som förbinder infektionsbegreppet med imitation går åtminstone tillbaka till Platon och fortsatte in i medeltida och tidigmodern litteratur. Termen "beteendesmitta" introducerades först i modern vetenskap av Gustave Le Bon i hans bok från 1895 The Crowd: A Study of the Popular Mind. Ytterligare vetenskapliga verk om ämnet släpptes först långsamt, bara ett eller två per decennium fram till 1950-talet. Herbert Blumer var den första som specifikt använde termen "social smitta", i sin uppsats om kollektivt beteende från 1939, där han gav medeltidens dansmani som ett framträdande exempel. Från 1950-talet inleddes studier av social smitta för att undersöka olika fenomen empiriskt och blev mer frekventa. Det fanns ingen allmänt delad definition av social smitta på 1900-talet, många av studierna hade lite gemensamt. 1993 publicerade David A. Levy och Paul R. Nail en översiktsstudie där de uttalade att social smitta fångar den bredaste betydelsen av fenomenet, i motsats till subtyper som beteendemässig eller emotionell smitta. I en recension från 1998 föreslog Paul Marsden att social smitta är ett fenomen som liknar memetik, ett studieområde inspirerat av Richard Dawkins bok The Selfish Gene. Marsden föreslog att de två fälten skulle kunna komplettera varandra, i den meningen att arbetet med social smitta till stor del saknade en sammanhängande teori, men innehöll mycket evidensbaserad analyser. Medan memetiken var rik på teori men saknade empiri. Från 1990-talet och in på 2000-talet växte intresset för social smitta snabbt, delvis baserat på korsbefruktning med det då framväxande området nätverksvetenskap, särskilt dess tillämpning på internet.

## Definition
Forskare har länge rapporterat att studiet av social smitta har lidit av bristen på en allmänt accepterad och exakt definition. Definitioner har ofta, men inte alltid, klassificerat social smitta som en överföringsmetod som inte är beroende av en direkt avsikt att påverka. Andra definitioner har föreslagit att social smitta involverar spontan imitation av andra, snarare än att vara baserad på medvetna beslut. I sin översikt från 1993 föreslog Levy och Nail att social smitta skulle definieras som spridning av påverkan, attityd eller beteende " där mottagaren inte uppfattar ett avsiktligt påverkansförsök från initiativtagarens sida".

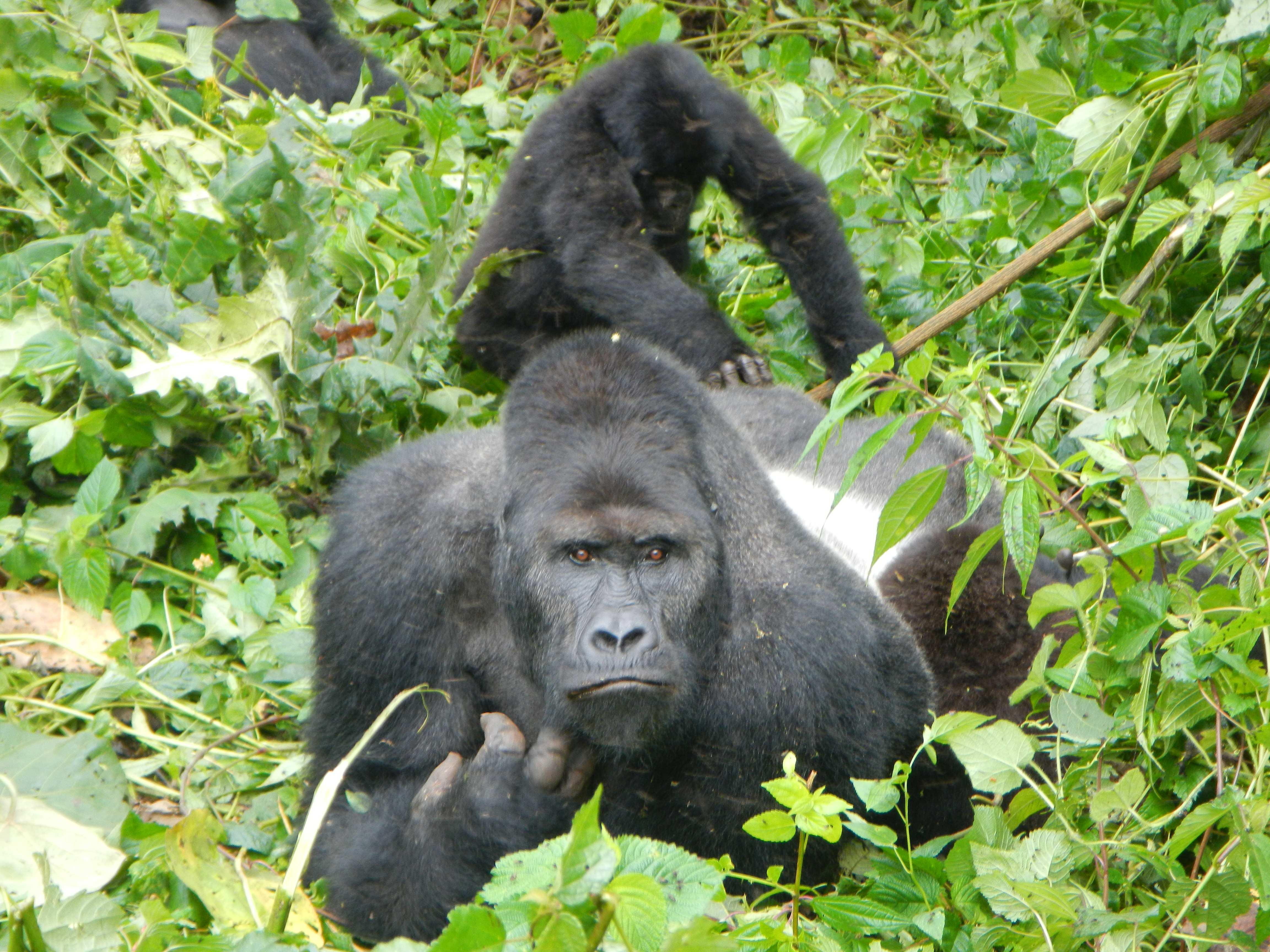
Olika former av social smitta har iakttagits hos olika arter, som exempelvis gorillor.

## Typologi
Det finns flera olika sätt att kategorisera social smitta.

### Kategorisering utifrån typ av överföring
Social smitta kan grovt delas upp i beteendesmitta och emotionell smitta. Spridningen av idéer anses ibland vara en tredje bred kategori, även om det ofta anses vara en del av memetik. Dr. Paul Marsden har sagt att beteendesmitta kan delas upp i sex underkategorier: hysteriska smittor, avsiktlig självskadesmitta, smittspridning av aggression, smittspridning av regelöverträdelser, smittor av konsumentbeteende och ekonomiska smittor.

### Kategorisering utifrån typ av samband
Tre huvudorsaker till social smitta har föreslagits: avhämmande smitta, ekosmitta och hysterisk smitta. Avhämmande smitta innebär en typ av beteende som personen redan har en viss lust att engagera sig i, men som de normalt skulle avstå från på grund av en önskan att följa sociala normer. När de bevittnar andra i folkmassan som utför beteendet kan detta bryta den hämmande effekten. Ekosmitta representerar spontan imitation av ett beteende, eller övergång till överensstämmelse med ett känslomässigt tillstånd som delas av andra. Hysterisk smitta representerar oönskad överföring av ett beteende, en känsla eller en påverkan mellan en grupp på okända sätt. Till skillnad från eko eller avhämmande smitta, kan det som överförs inte på något sätt vara önskvärt eller attraktivt, men det översänds ändå.

### Kategorisering utifrån exponeringens kardinalitet
Social smitta kan undersökas med tröskelmodeller baserade på hur mycket exponering en individ behöver innan överföring av ett beteende eller en känsla inträffar. Vissa modeller antar att en individ måste övertygas av en delmängd av sina sociala kontakter över en given tröskel för att anta ett nytt beteende. Därför kommer antalet exponeringar inte att öka riskerna för smitta om inte antalet källexponeringar passerar en viss tröskel. Tröskelvärdet kan dela upp smittprocesser i två typer: enkel smitta och komplex smitta. I enkel smitta behöver en individ bara en enda exponering för det nya beteendet. Till exempel färdas bilar i grupper på en tvåfilig motorväg eftersom bilen i varje kluster färdas med en lägre hastighet än bilen bakom. Denna relativa hastighet sprider sig genom andra bilar som saktar ner för att matcha hastigheten på bilen framför. Vid komplex smitta behöver individen vara i kontakt med två eller flera källor som uppvisar det nya beteendet. Detta är när kopieringsbeteenden behöver förstärkning eller uppmuntran från flera källor. Flera källor, särskilt nära vänner, kan göra imitation legitim, trovärdig och värdefull på grund av kollektiva ansträngningar. Exempel på komplexa smittor kan vara att kopiera riskbeteenden eller gå med i sociala rörelser och upplopp.

## Positiva smittor
Mycket av den tidiga forskningen om social smitta tittade bara på skadliga effekter, i linje med metaforen om infektionssjukdomar. Ändå började forskare mot slutet av 1900-talet, och särskilt under 2000-talet, se på neutral och positiv smitta. Till exempel, utstrålandet av lycka genom ett socialt nätverk, upp till tre grader av separation från initiativtagaren. Smitteffekten av lycka påverkas också starkt av fysisk närhet. Forskning baserad på Framingham Heart Study fann att om man har en lycklig vän som bor inte mer än en mil bort, är sannolikheten 25 % större att de blir lycklig, medan man är 34 % mer sannolikt att vara nöjd med en glad granne.
Forskning har gjorts för att förstå social smitta som ett sätt att uppmuntra positivt beteende, som ett möjligt komplement till teorin om puffning. Det har föreslagits som ett sätt att hjälpa till med rehabilitering av kriminella och drogmissbrukare, och som något som kan uppmuntra klimatvänligt beteende. Som den ökade tendensen att installera solpaneler i sitt personliga hem när en del av ens grannar redan har gjort det.

## Kritik
Forskning kring social smitta har upprepade gånger kritiserats för att begreppet saknar en tydlig och allmänt accepterad definition, och för att ibland inkludera arbeten som inte skiljer mellan smitta och andra former av social påverkan, som order eller viljan att vara följsam, eller från social homofili. Inom sociala nätverksanalyser och relaterade nätverksvetenskapliga fält har spridningsmetaforen beskrivits som potentiellt vilseledande på olika sätt. Till exempel kan ett verkligt virus påverka någon efter en enda exponering, medan människor vanligtvis behöver flera exponeringar vid social smitta innan de anammar det nya beteendet eller känslorna. Vissa forskare (t.ex. Ralph H. Turner) har föreslagit att vissa typer av kollektivt beteende bättre förstås av masspsykologi eller konvergensteori, snarare än av social smitta.